# Entomacrodus stellifer
Entomacrodus stellifer és una espècie de peix de la família dels blènnids i de l'ordre dels perciformes.

## Subespècies
- Entomacrodus stellifer lighti (Herre, 1938)
- Entomacrodus stellifer stellifer (Jordan & Snyder, 1902)[2]